# Umreth
Umreth är en ort i Indien.   Den ligger i distriktet Anand och delstaten Gujarat, i den västra delen av landet, 800 km sydväst om huvudstaden New Delhi. Umreth ligger 59 meter över havet och antalet invånare är 32 802.
Terrängen runt Umreth är mycket platt. Runt Umreth är det tätbefolkat, med 762 invånare per kvadratkilometer. Närmaste större samhälle är Chaklāsi, 18,2 km väster om Umreth. Trakten runt Umreth består till största delen av jordbruksmark.